# 御影駅 (阪神)

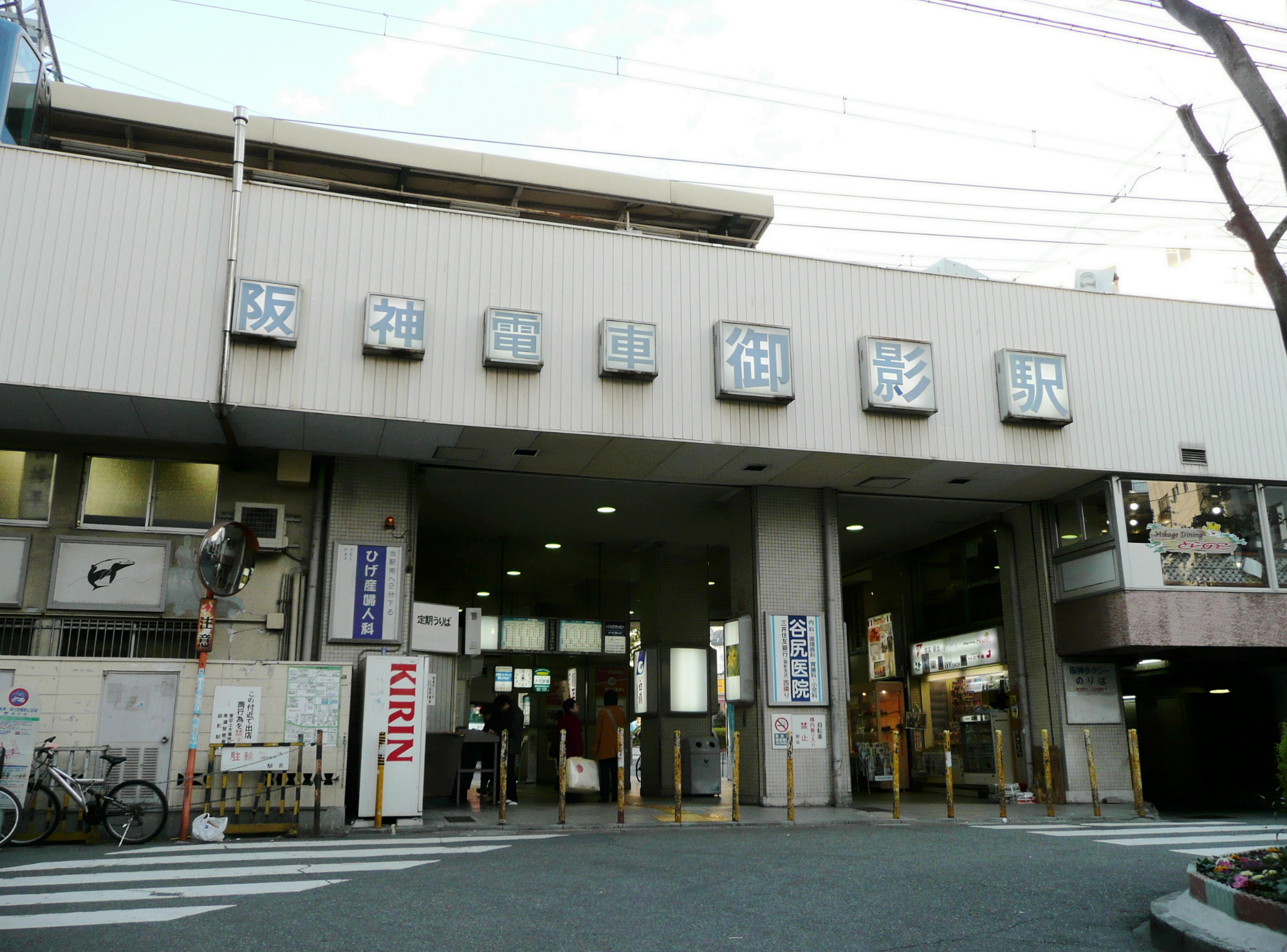
南口（リニューアル前）

御影駅（みかげえき）は、兵庫県神戸市東灘区御影本町四丁目にある、阪神電気鉄道本線の駅。駅番号はHS 25。

## 概要
快速急行を除いた全列車が停車する。東海道本線（JR神戸線）の住吉駅（快速が停車）が比較的至近距離にあり、利用客は当駅より多い。
阪急神戸本線の御影駅は約1.2km離れている。徒歩で北へ15分ほど。
当駅北口のバスターミナルと六甲ケーブル線六甲ケーブル下駅間を運行するバスは神戸市交通局（神戸市バス）によって運行されているが、六甲ケーブルは阪神の子会社である神戸六甲鉄道が運営しており、六甲山には阪急阪神東宝グループのレジャー施設があることから、当駅から神戸市営バスを介して六甲ケーブルに乗り換え可能な時間帯に電車が当駅に到着する際「六甲山にお越しの方はバスにお乗換えください」という車内アナウンスが入る。その他、南口の停留所も含めて多くのバス路線が発着し、神戸市有数のバスターミナルとなっている。
当駅高架下には沢の井という井戸が保存され、噴水も設けられている。かつては飲用可能であったが、阪神・淡路大震災以後は水質などの問題から飲用禁止となり、「この井戸は水質基準を満たしていません」という趣旨の立て札が神戸市保健所によって設置されている。
2009年（平成21年）3月20日に阪神なんば線が開業し、近鉄奈良線との相互直通運転が開始されたが、直通列車である快速急行は開業後も引き続き当駅を通過する。理由としては、ホームが急カーブ上にあるため（後述）1両あたり21m級の近鉄車両では停車すると箇所によっては車両とホームとの隙間が大きくなりすぎて乗降に危険が伴うこと、ホーム有効長が短くはみ出てしまう上に延伸も不可能であること等が挙げられている。そのため、近鉄車両の運用も含まれる快速急行は低速で通過する。ちなみに、当駅は直通特急・阪神特急・区間特急の停車駅ではあるが、今昔に渡って快速急行停車駅になったことは全くない。
駅南側（旧270台収容駐輪場）は、「バレンタイン広場」として整備されている。当地近傍に本店がある洋菓子店モロゾフが、1936年2月12日に東京で発行されていた英字新聞に「バレンタインデーにチョコレートを贈りましょう」という広告を出したことを理由として、当地を日本のバレンタインデー発祥地とみなす説に基づいている。1986年から神戸市と交流のあるイタリア中部のテルニ市（聖バレンタインの出身地とされる都市のひとつ）から、神戸市が許諾を得てバレンタインの名前を冠している。2013年5月3日には、テルニ市からジローラモ市長 (it:Leopoldo Di Girolamo) を迎え、盛大に記念式典が行われた。
階段状の御影石で囲んだ空間で、中央にはテルニ市の位置を示す陶板が埋め込まれている。聖バレンチノ教会 (it:Basilica di San Valentino) やステンドグラスの写真を貼り付けて教会をイメージしたものと、同教会の柱を模した、2つのチョコレート色のモニュメントもある。ハート形にくりぬかれたその上部は、中でカップルが手をつなぐようにという想定。さらに、阪神御影南口バス停のシェルターはチョコレートの形となっている。

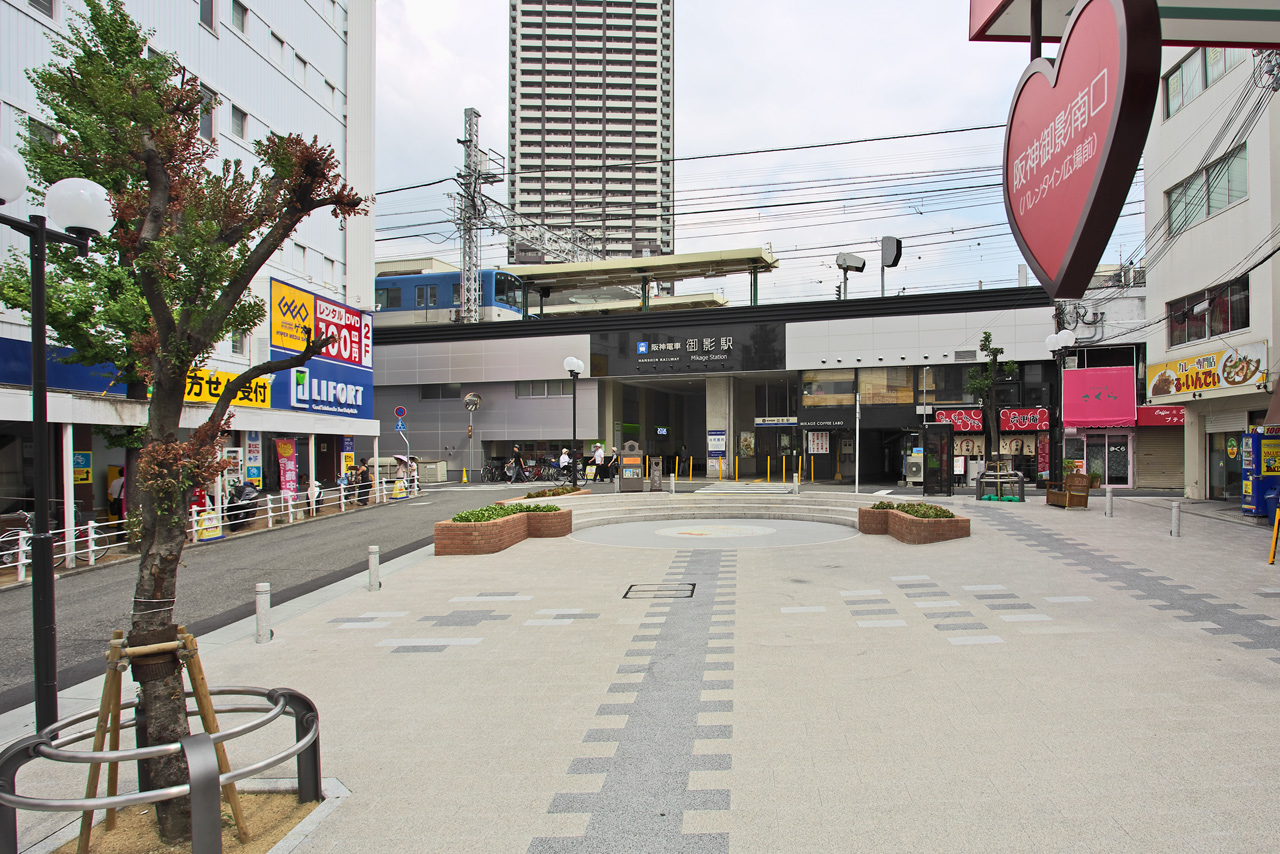
駅前の「バレンタイン広場」
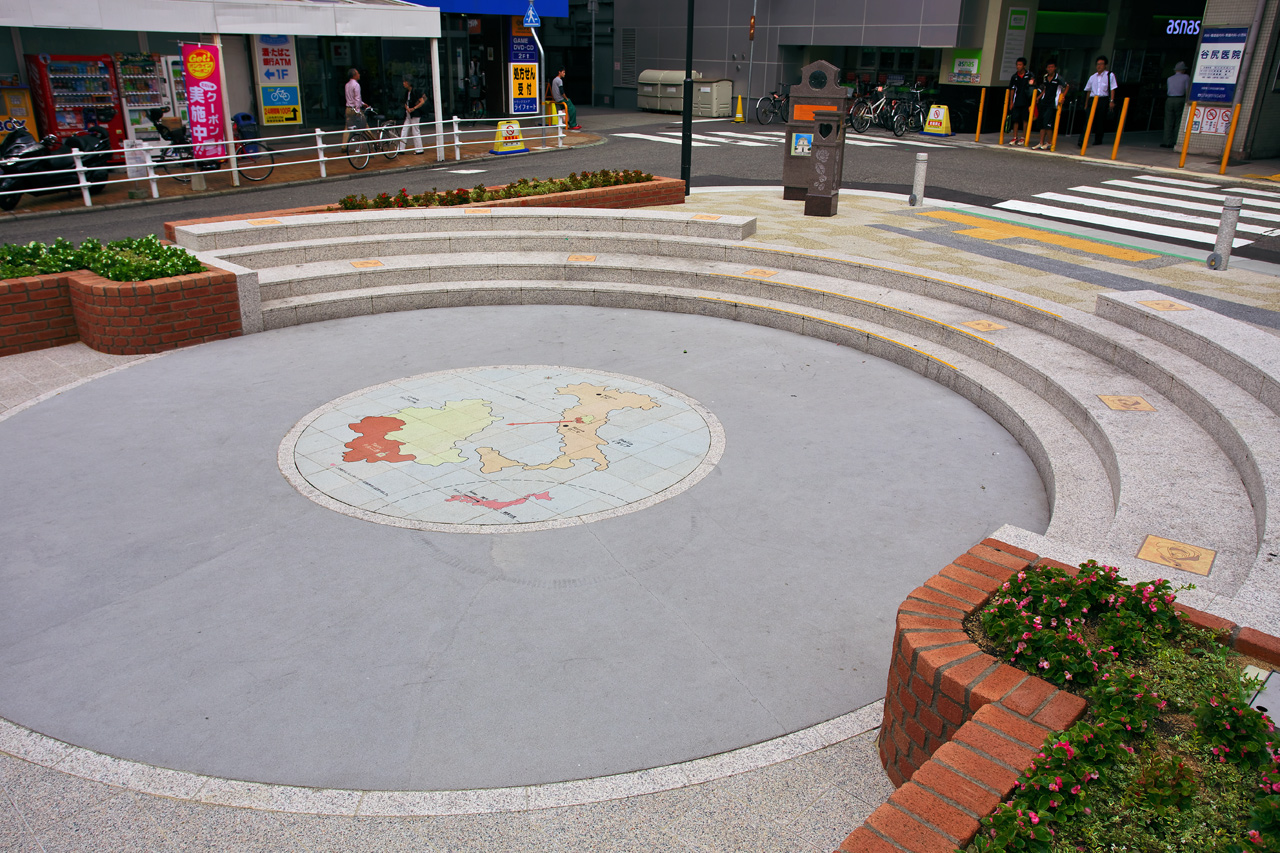
広場中央に埋め込まれた、テルニ市の位置を示す陶板。
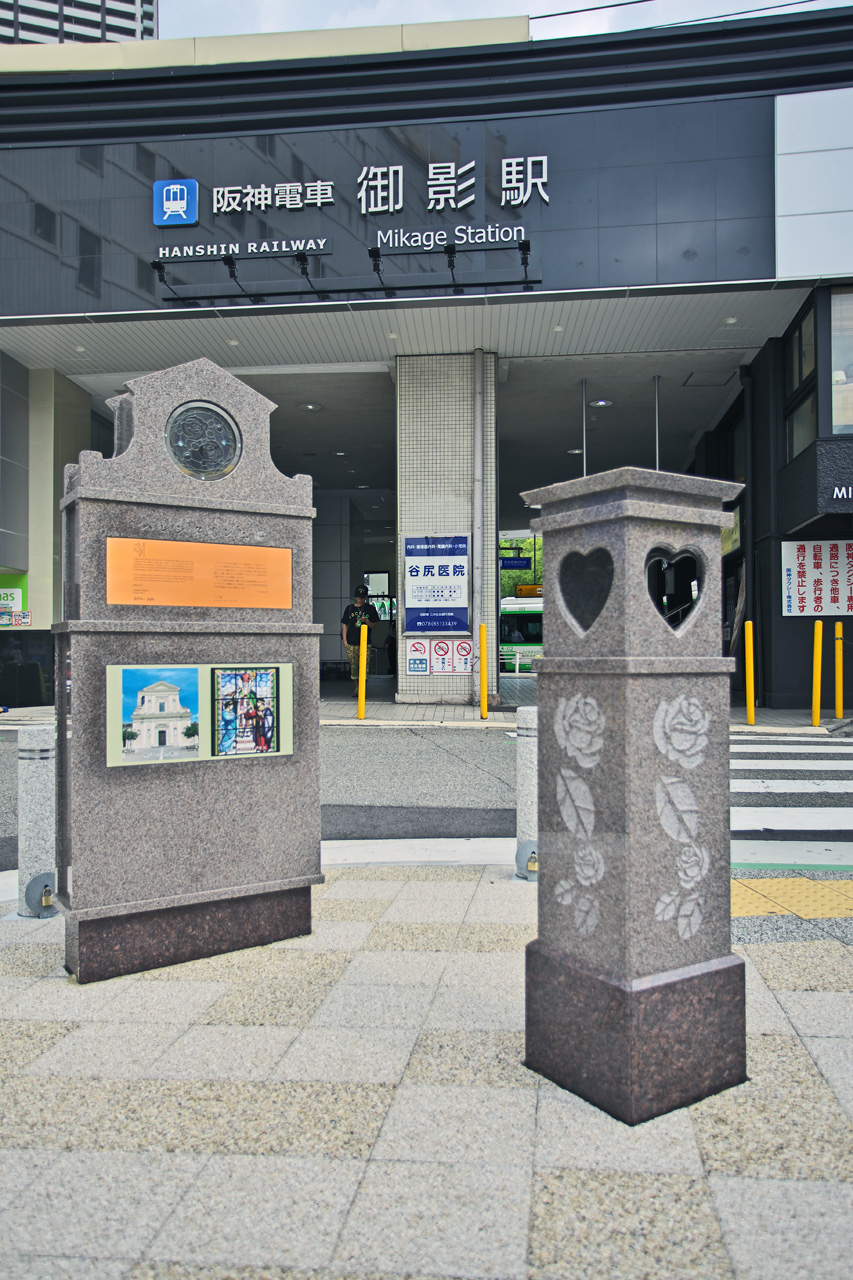
広場にある2基のモニュメント。
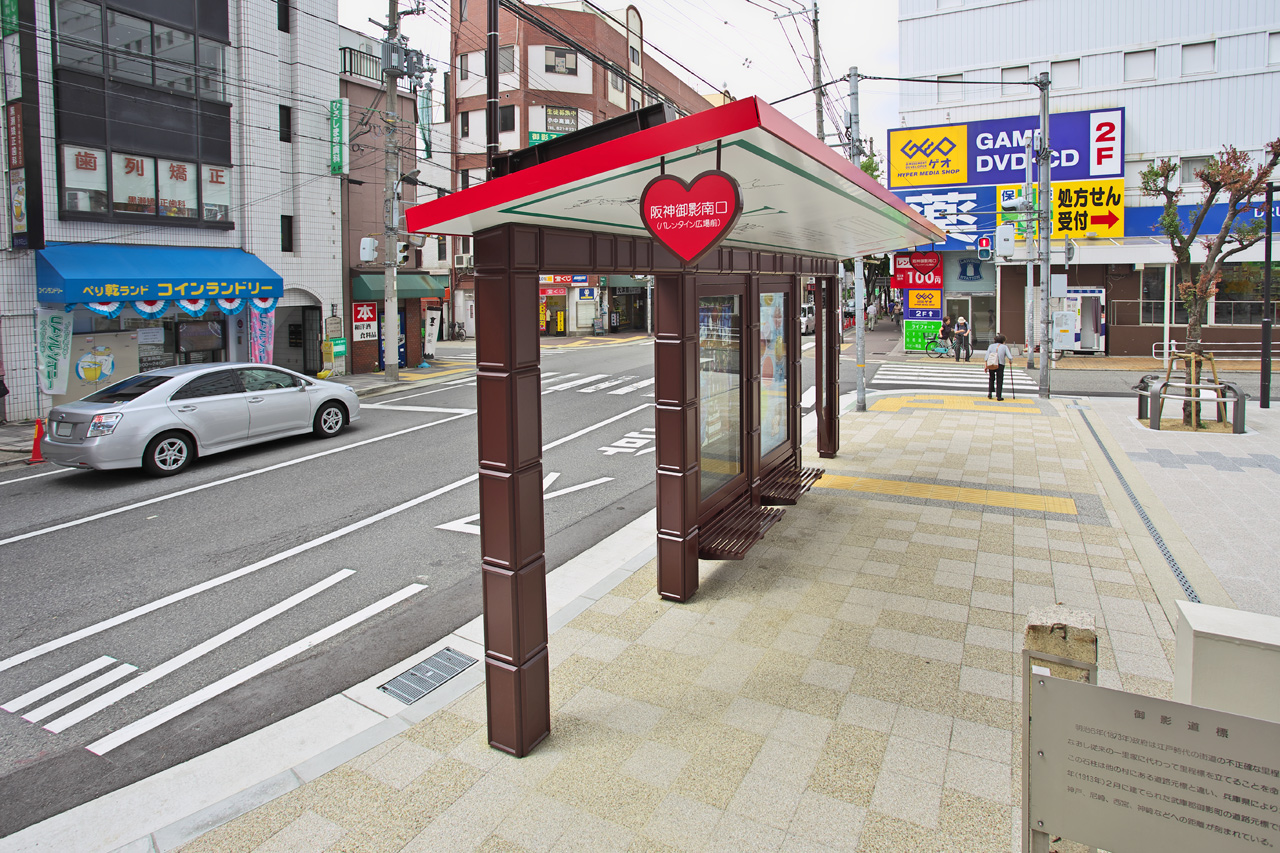
チョコレートを模した阪神御影南口バス停シェルター

## 歴史

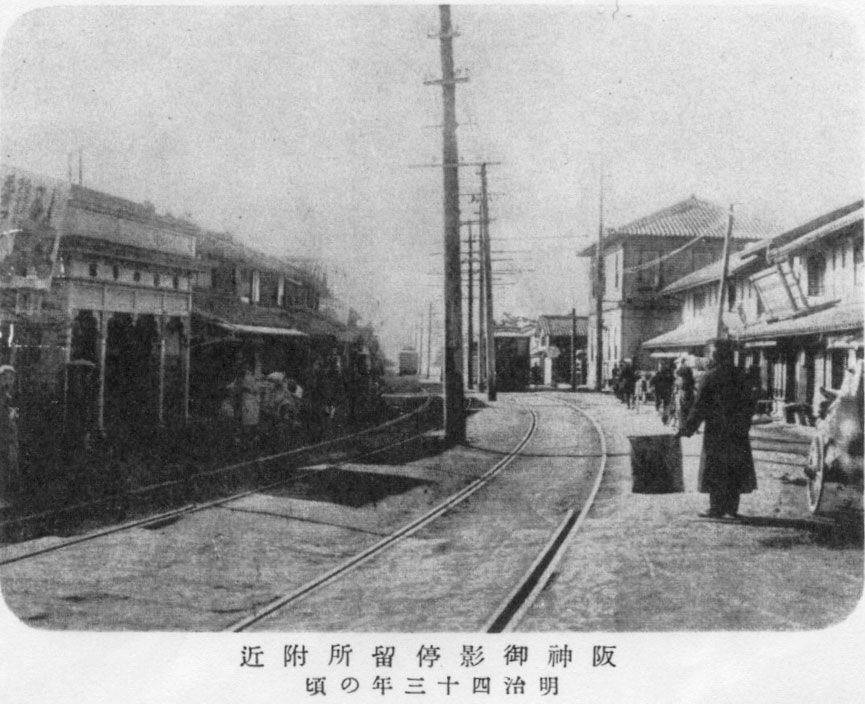
1910年の当駅の様子

- 1905年（明治38年）4月12日：阪神本線の開業と同時に開業[2]。
- 1929年（昭和4年）7月27日：併用軌道から移転・高架化される[2]。
- 1995年（平成7年）
  - 1月17日：阪神・淡路大震災で被害を受け、阪神本線運休[2]。当駅も一時営業中止[2]。
  - 2月11日：青木駅 - 当駅間復旧により営業再開[5]。
  - 6月26日：当駅 - 西灘駅間運転再開[2]。これにより阪神本線は全線復旧[5]。
- 2009年（平成21年）3月20日：ダイヤ改正で急行の西宮駅以西の運行が休止となる。これにより、当駅には急行が停車しなくなった。
- 2014年（平成26年）4月1日：駅番号導入[6][7]。
- 2016年（平成28年）3月19日：深夜に1本運行される急行が御影行きとなり、区間特急の始発駅が青木駅から当駅に変更される[8]。これにより、再び当駅に急行が停車するようになった。
- 2022年（令和4年）12月17日：深夜に1本運行された当駅着の急行が廃止され、急行の運行区間から外れる。
- 2025年（令和7年）2月22日：ダイヤ改正により、先述の深夜の当駅着の急行が復活する他、その急行より後の時間に最終の特急三宮行きが新設される。

## 駅構造
待避設備を持つ島式ホーム2面4線の高架駅。改札口は地上部にある1か所のみで、2階にあるホームの大阪梅田寄りに通じる。地上・改札・ホーム各階を連絡するエレベーターや身障者用トイレの設置などで、2011年にバリアフリー化されている（後述）。
プラットホームは急カーブ（半径140mないし160m）上に存在するため、構内の通過速度は35km/hに制限されている。快速急行や回送などの通過時は低速でも激しい軌鳴りが生じる。停車中の車両とホームのすき間が一部広く空いている上にホームの幅員自体も狭く、阪神の駅の中では特に危険な駅といえる。ホーム幅員が狭いこともあり、空調機器を設置した待合室は設けられていない。近鉄車両の試運転開始後にホームの一部が近鉄車両の通過に支障することが判明し、2008年（平成20年）10月から12月までの間にホームを削る工事が行われた。工事完了後は従来よりもさらにホームが狭くなっている。これらのホームの北側にある短いホーム状の構造物はかつて貨物を取り扱いしていたときに使用していたものである。
元々は1・4番線が待避線、2・3番線が本線であったが、現行ダイヤでは優等列車は1・3番線に、優等列車の待避を行う普通は2・4番線に停車している。変更された理由は山陽電気鉄道5000系・5030系の車体下部の裾絞り幅が阪神車に比べて大きく、曲線でのホームとの隙間を小さくするためである。ただし、1番線が分岐器の速度制限を受ける配線構造は変わっていない。2番線の大阪梅田寄り1両分は固定柵で仕切られ、急行用車両や山陽車両6両編成は客扱いが不可となっている。当駅に停車しない快速急行も上りに関しては1番線を通過する。
なお、駅の西側には御影留置線が隣の石屋川駅まで伸びている。これはかつて阪神が高速別線（第二阪神線）を建設する計画を進めていた際、この区間を複々線化する構想があったためである。阪神・淡路大震災では盛土が崩壊し、留置していた車両が転落（多くは廃車・解体）するなど大きな被害を受けた。この御影留置線は1963年頃はまだ設置されていなかった。
2010年度より駅構内のバリアフリー化を主体とした改良工事に着手。ホームをかさ上げし、車両との隙間を狭くする櫛状ゴムを設置した他、改札口・駅長室・トイレなどを2階へ移設し身障者用トイレを新設、各階を連絡するエレベーターとエスカレーター（改札階～地上のみ）を新設した。さらに駅北側にある商業施設・御影クラッセと改札階を直結するペデストリアンデッキを新設するなどした。事業費は約3億円であり、国および自治体が3分の2を補助した。

### のりば
| 番線 | 路線  | 方向 | 行先                               |
| ---- | ----- | ---- | ---------------------------------- |
| 1・2 | ■本線 | 上り | 尼崎・大阪（梅田）・難波・奈良方面 |
| 3・4 | ■本線 | 下り | 神戸（三宮）・明石・姫路方面       |

- 1番線と2番線は神戸三宮方面への発車にも対応している。

| ← 本線 : 大阪梅田方面 | 御影駅配線図 | → 本線 : 神戸三宮・元町方面 |
| 凡例 出典:            |              |                             |

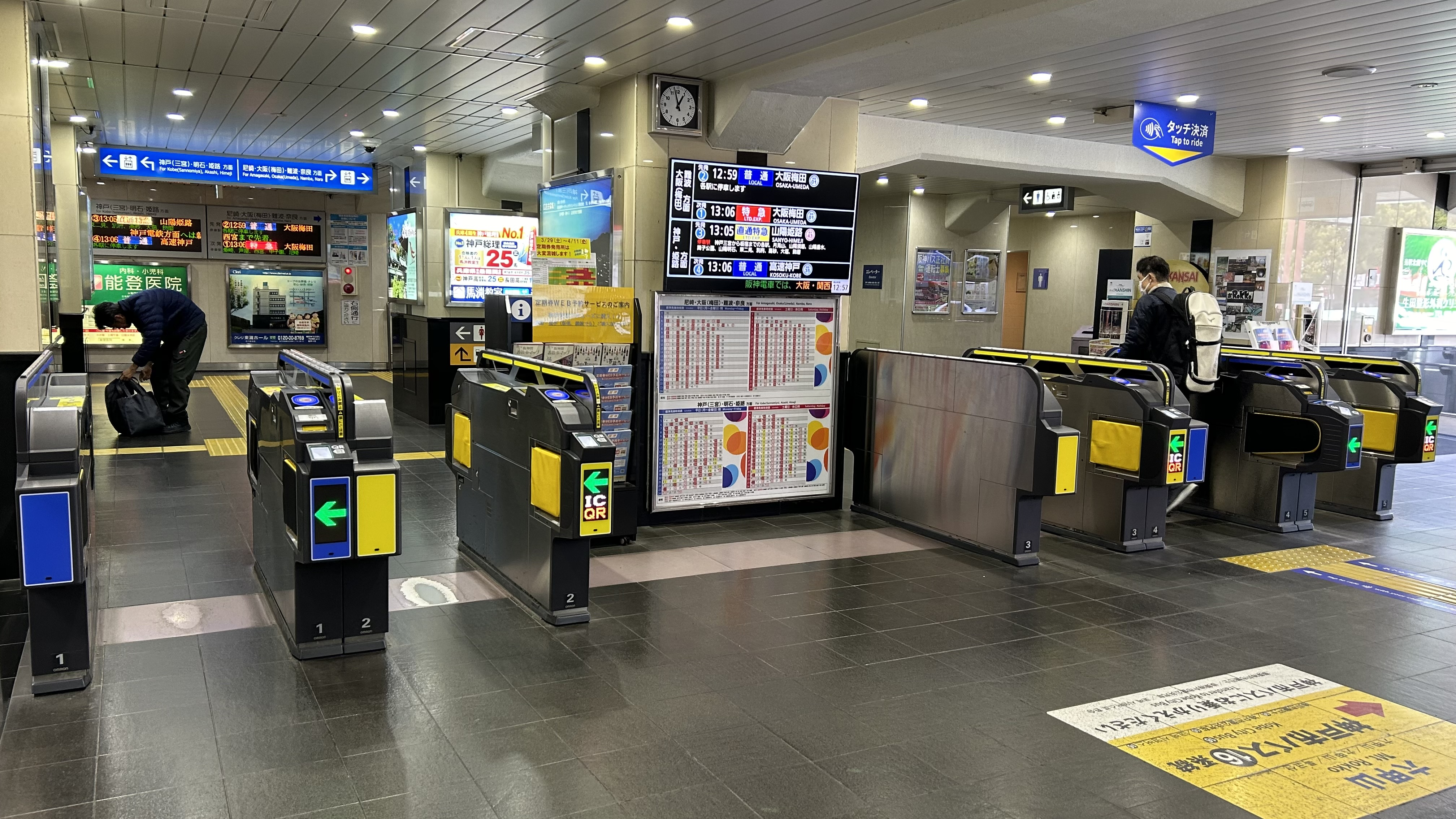
改札口
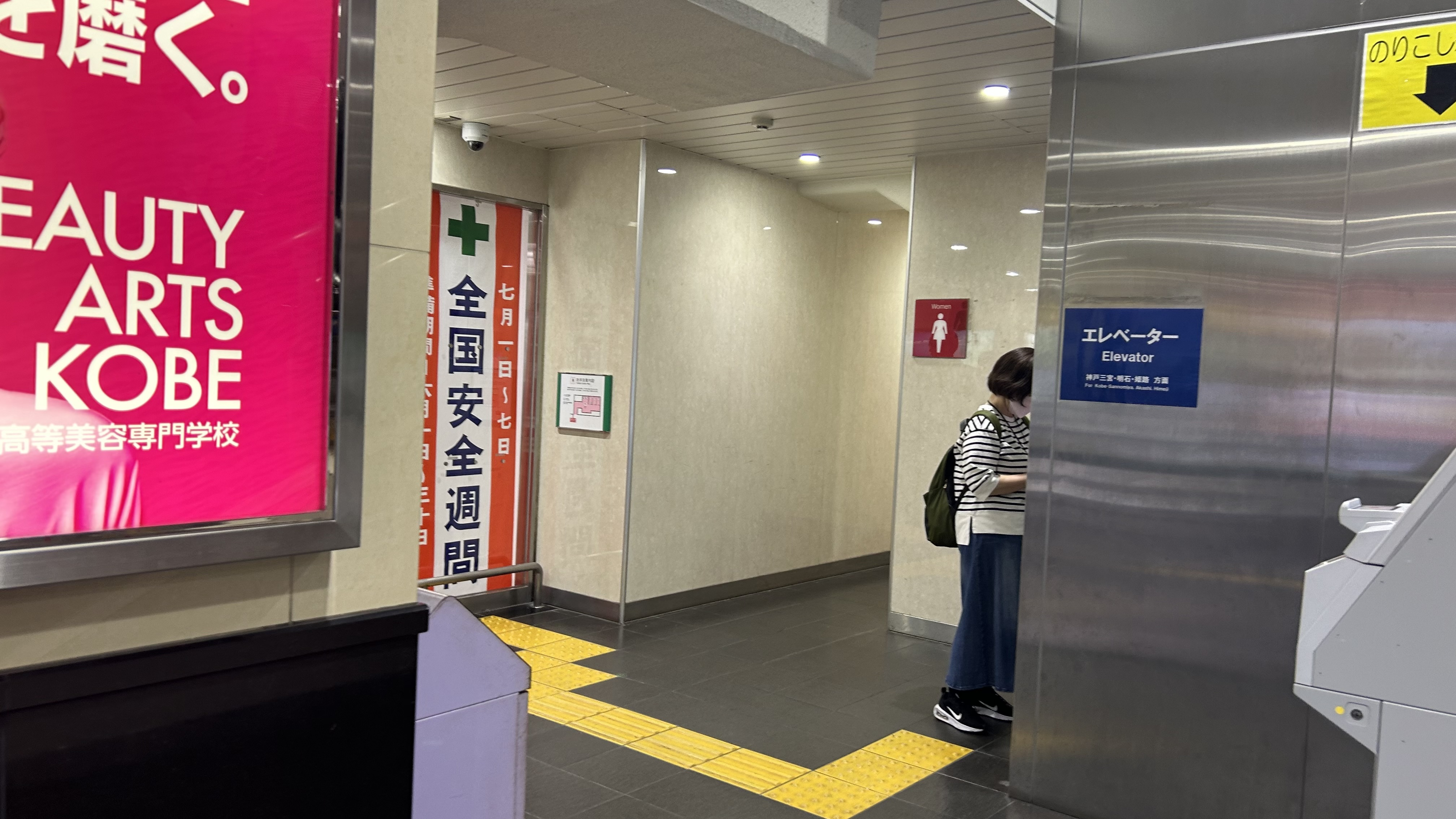
トイレ
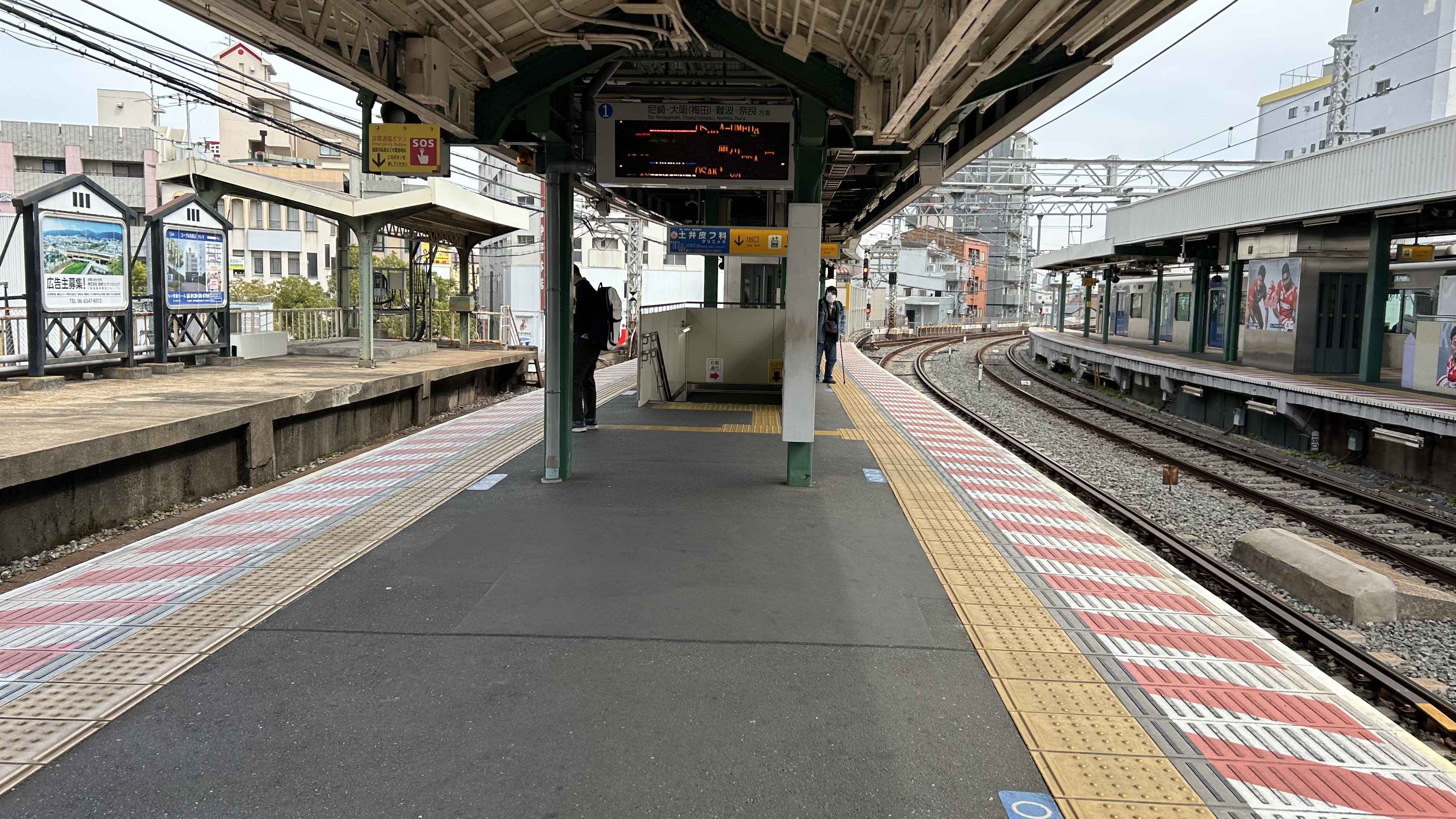
1・2番線ホーム
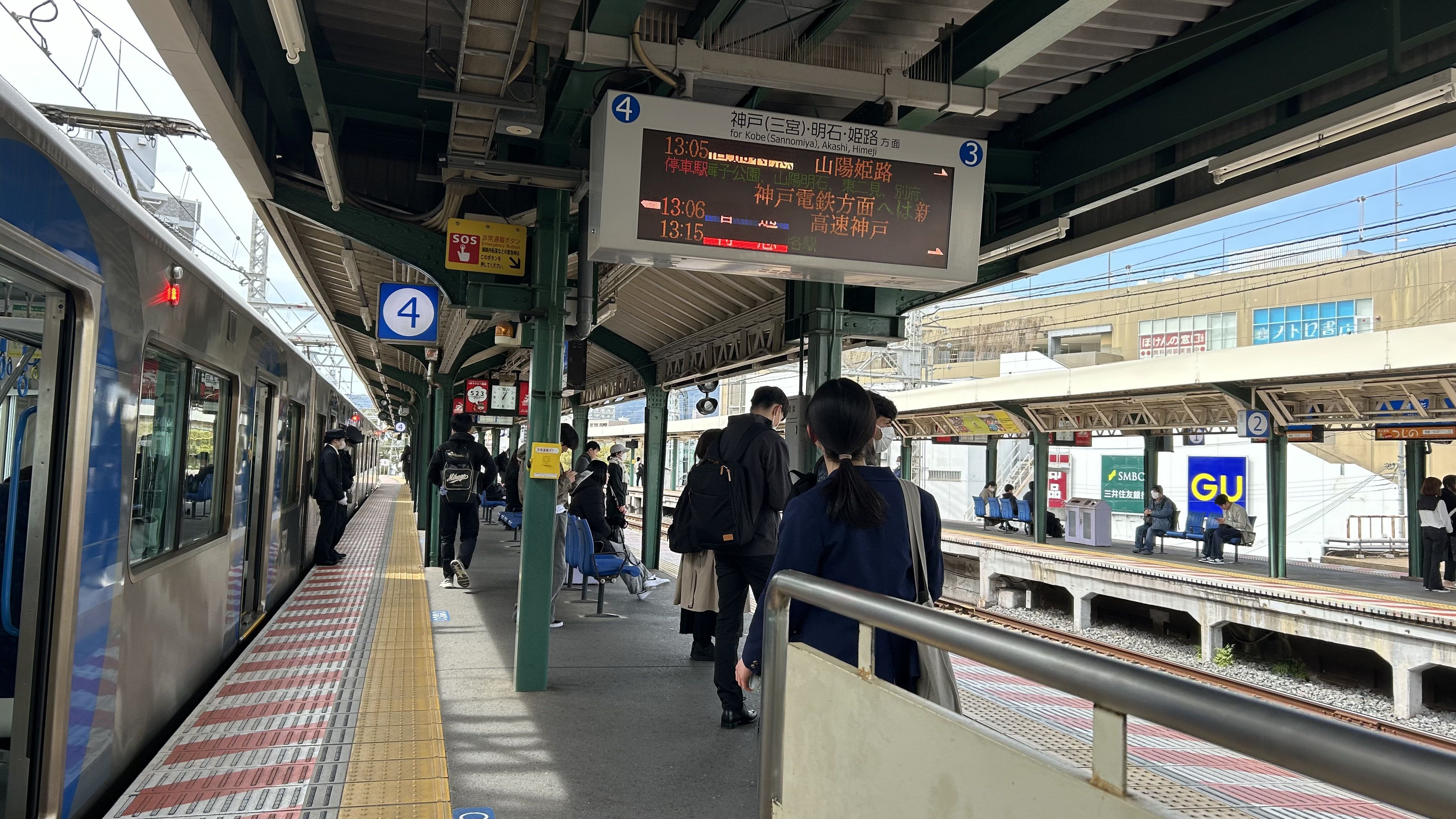
3・4番線ホーム
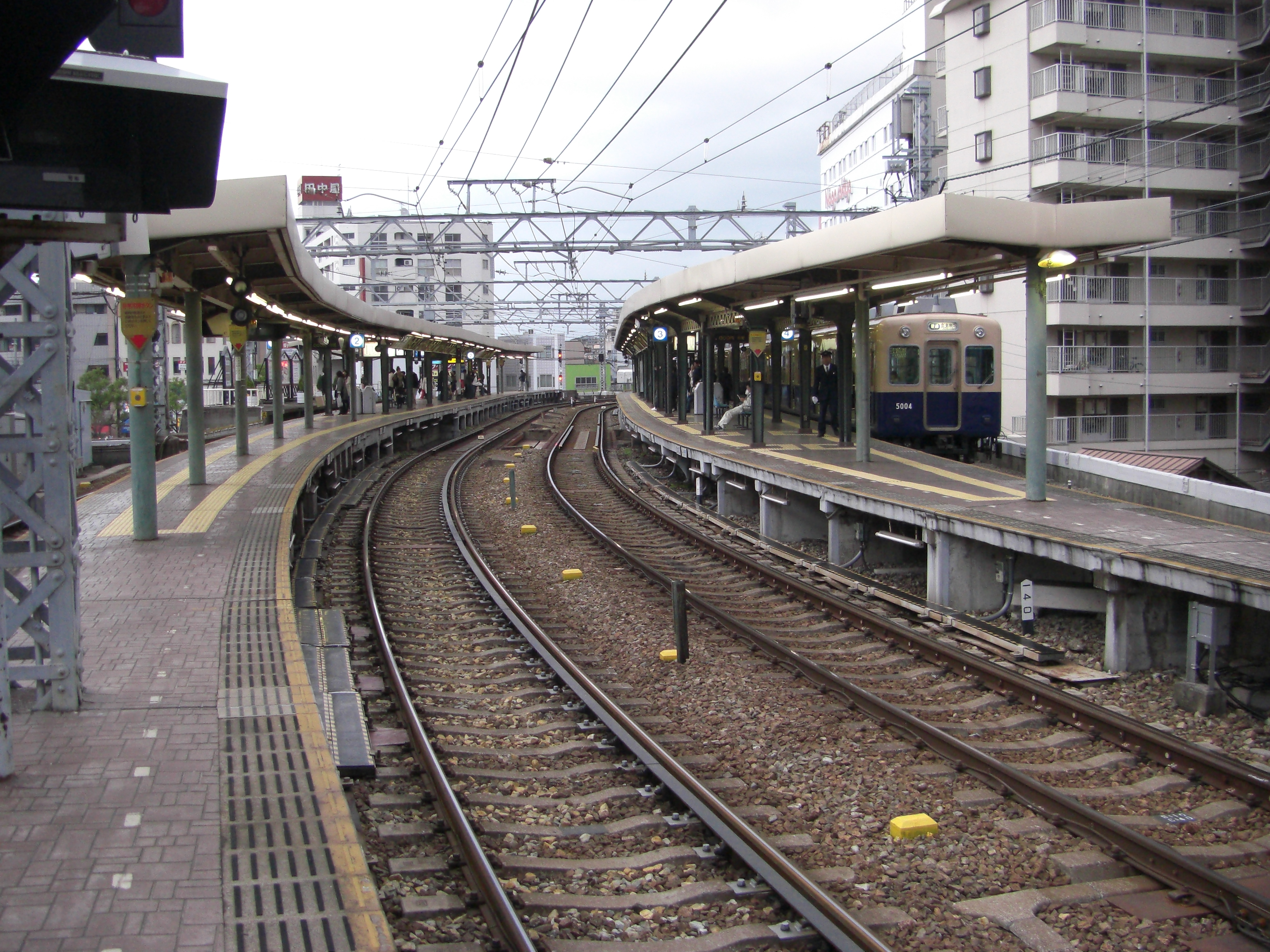
ホーム全景（リニューアル前）
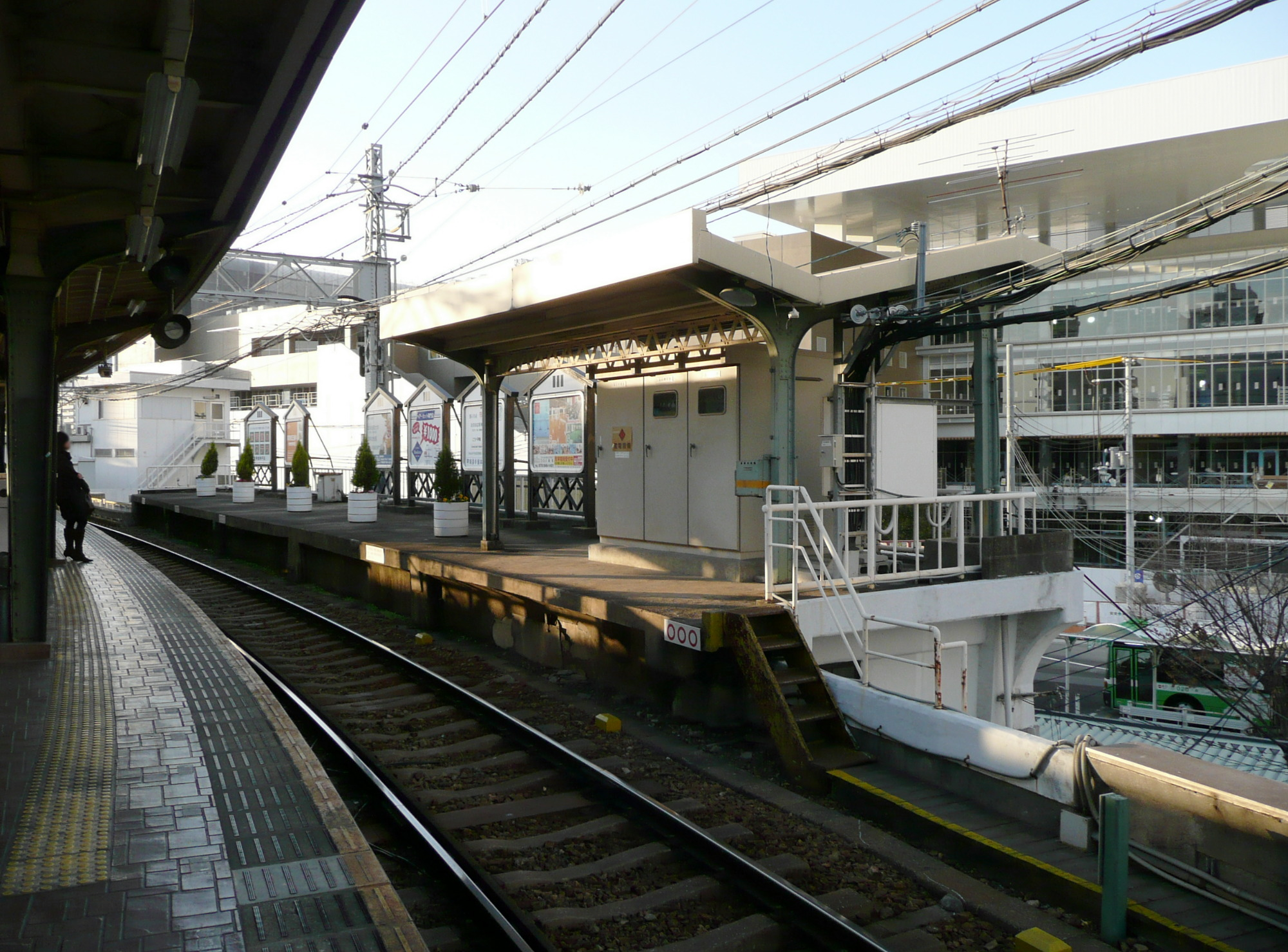
旧貨物専用ホーム
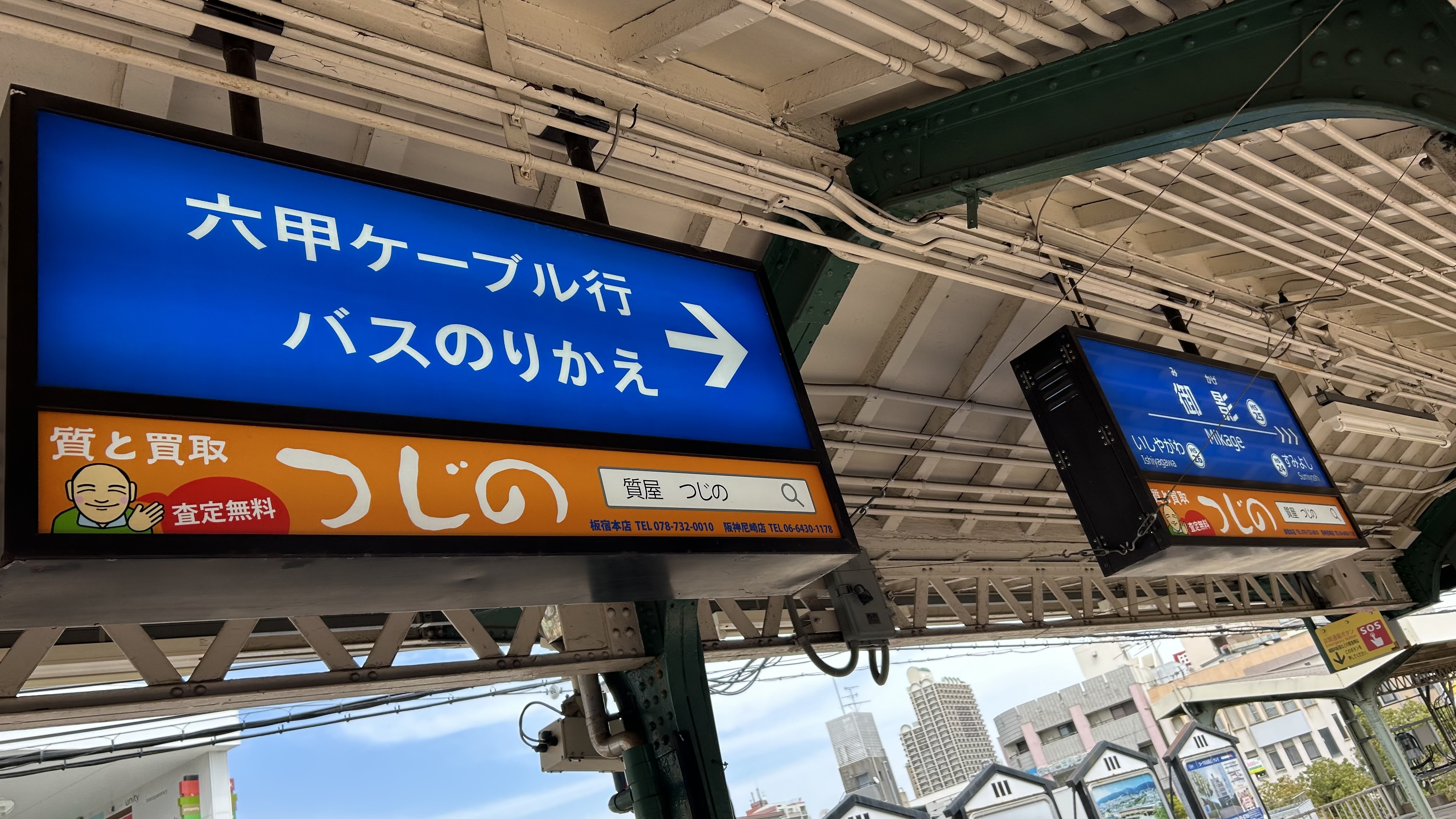
駅名標

## 利用状況
2023年11月の1日平均乗降人員は25,203人であり、阪神電気鉄道の駅では芦屋駅に次いで第13位。
各年11月の1日平均乗降人員は下記の通り。
| 年度   | 1日平均 乗降人員 | 出典   |
| ------ | ---------------- | ------ |
| 2001年 | 22,942           | [ 12 ] |
| 2002年 | 22,557           | [ 13 ] |
| 2003年 | 21,944           | [ 14 ] |
| 2004年 | 20,647           | [ 15 ] |
| 2005年 | 20,667           | [ 16 ] |
| 2006年 | 20,427           | [ 17 ] |
| 2007年 | 19,762           | [ 18 ] |
| 2008年 | 22,014           | [ 19 ] |
| 2009年 | 22,441           | [ 20 ] |
| 2010年 | 23,046           | [ 21 ] |
| 2011年 | 24,082           | [ 22 ] |
|        |                  |        |
| 2018年 | 26,794           | [ 23 ] |
| 2019年 | 27,313           | [ 24 ] |
|        |                  |        |
| 2023年 | 25,203           | [ 25 ] |

1990年代より利用者数は減少傾向にあり、2007年は2万人台を割り込んでいたが、翌年より増加に転じ再び2万人を超えている。なお、2008年3月20日には駅前に大型商業施設の御影クラッセが開業している。

## 駅周辺

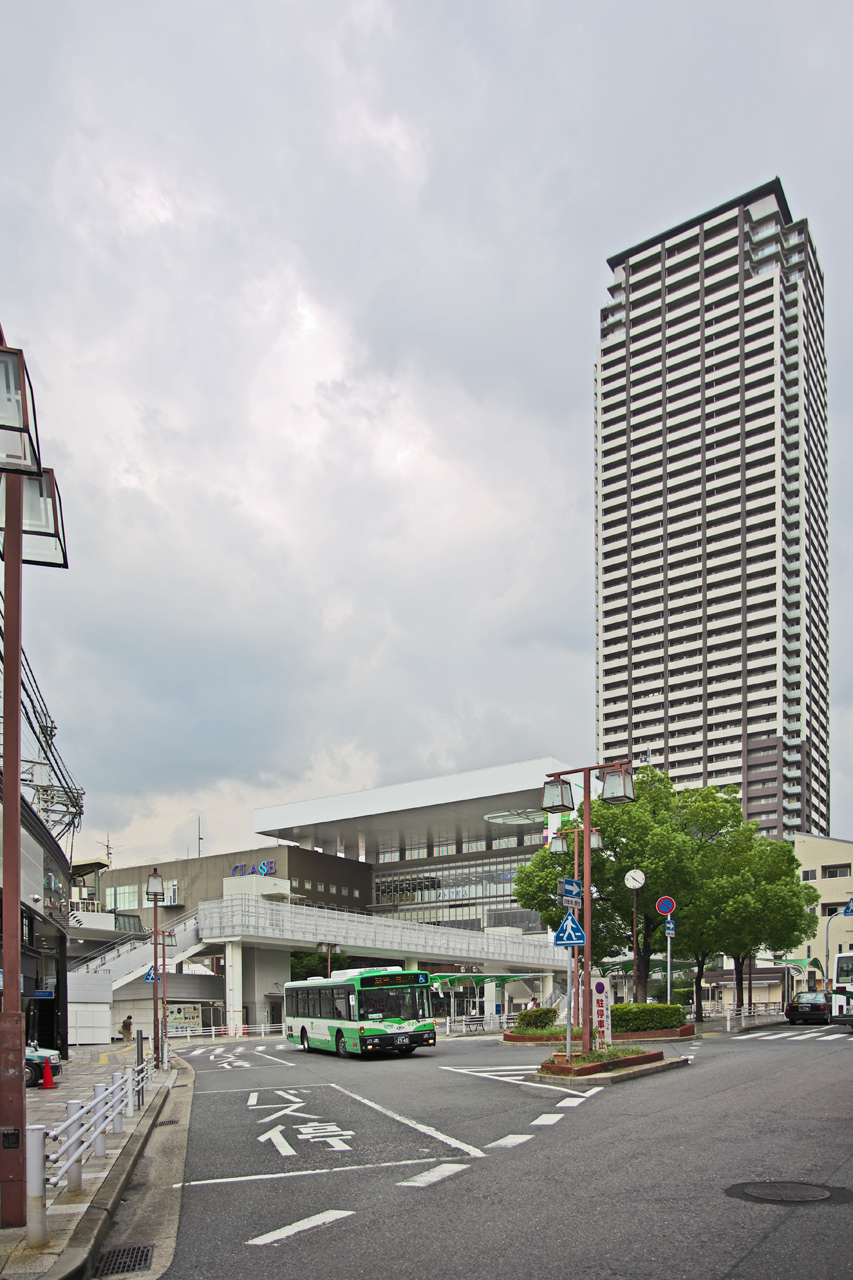
バスターミナルのある北口

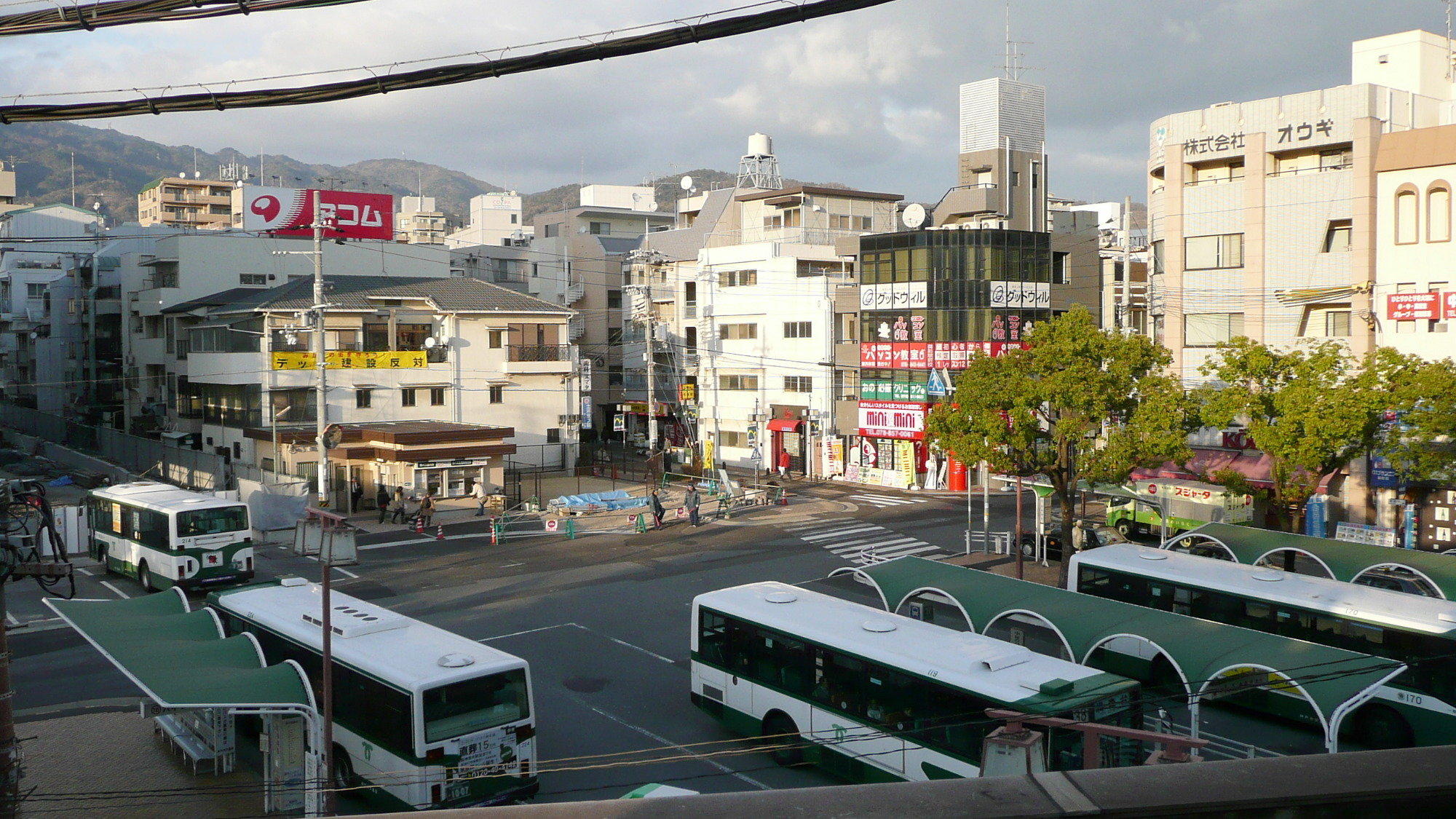
北口駅前広場

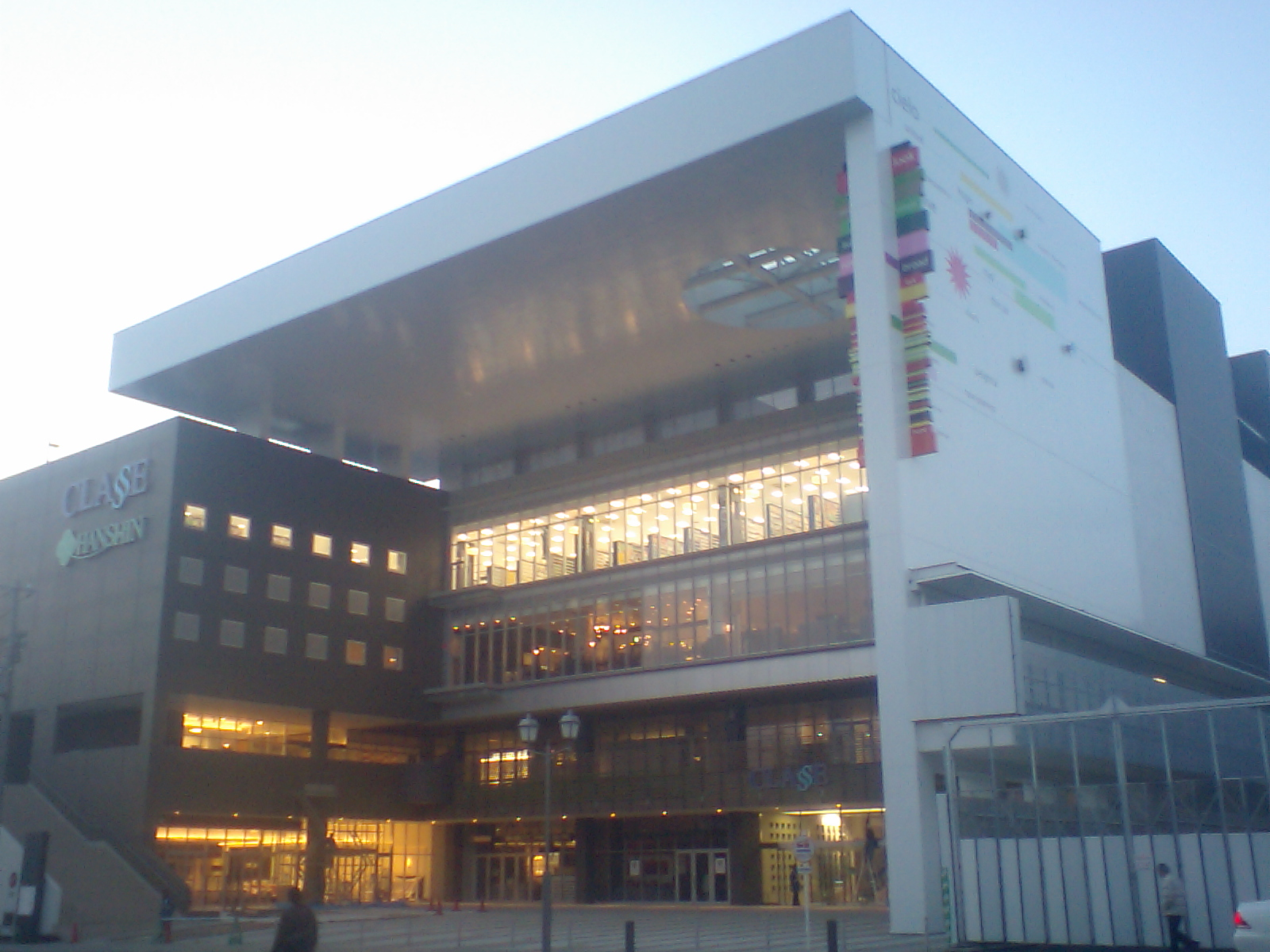
御影クラッセ

日本有数の高級住宅街である御影山手と違い、浜手は灘五郷の酒造りの街であり、どちらかというと下町になる。駅の高架下東側にはアイス最中で有名な「大西商店」があり、西側には昭和初期に建設された当初のスクラッチタイルの腰壁がある「御影マーケット」も残り、一部店舗が営業している。西側高架下は長大な市場である御影市場「旨水館」となっていて、パンの老舗「マスヤ」を始め庶民派の名店が多い。山手の高級パン店だけでなく、下町の市場にもパンの名店があるところなどはいかにも神戸らしい風情となっている。神戸市立御影工業高等学校跡地における阪神御影駅前開発の一環として、2008年（平成20年）3月20日には大規模商業施設御影クラッセが開業した。さらに2010年（平成22年）3月には、47階建ての御影タワーレジデンスが竣工。

### 周辺施設等
- タクシー乗り場（高架下　阪神タクシー専用）
- タクシー乗り場（バスターミナル東側）
- アズナス阪神御影店（高架下　旧きっぷ売り場あたり）
- 国道2号 (300m北)
- 弓弦羽神社[2]
- 東灘警察署 (320m北)
- 東灘警察署沢ノ井交番 (40m)
- 神戸市立御影公会堂 (590m北西)
- 阪神御影駅前郵便局 (150m北)
- 御影浜中郵便局（500ｍ南西）
- 神戸御影中町郵便局（700ｍ北西）
- 兵庫県立御影高等学校 (510m北西)
- 神戸市立御影中学校 (230m西)
- 神戸市立御影小学校 (380m西)
- 長崎屋御影店（2009年5月31日をもって閉店。閉店後は1階にローソンとライフォートが、2階にゲオが出店していたが、いずれも2021年1月に閉店（ローソンは駅北側に移転）し、2021年5月現在建物解体中）
- ココカラファイン薬局阪神御影駅南店
- 御影市場・旨水館（110m）
- 御影クラッセ[2] (90m)
  - 阪急オアシス御影店
  - 阪神百貨店（阪神・御影）
  - メトロ書店
  - 三井住友銀行御影クラッセ店・御影クラッセ1階ATM出張所    - ※2024年3月18日より、御影支店が六甲支店（六甲駅の近く）内に移転しており、御影クラッセ内に出張所とATMを新設。

  - ココカラファイン
  - ドコモショップ
  - auショップ
  - ソフトバンクショップ他
- 御影タワーレジデンス（180m）
- 大西商店
- 兵庫県予防医学協会
- 田中屋本店 (100m)
- ケルン本店[26]
- 旧モロゾフ本店（現在は研修センターになっている）
- ケーニヒスクローネ本店（800ｍ北西）
- エディオン御影店 (310m南)
- デイリーカナートイズミヤ御影店 (330m南)
- ニトリ神戸御影店 (410m南)
- いかり 御影店（350m北西）

## バス路線

### 神戸市バス
- 阪神御影停留所
  - 16　JR六甲道・阪急六甲・神大国際文化学部前経由、六甲ケーブル下行
  - 19　阪急御影経由、甲南医療センター前・鴨子ヶ原・神大附属前方面行
  - 36　JR六甲道・阪急六甲・神大正門前経由、鶴甲団地行
  - 38　東灘区役所前・白鶴美術館前経由、渦森台行
  - 39　JR住吉駅前・阪急御影経由、甲南医療センター前・鴨子ヶ原・神大附属前方面行
- 阪神御影南口停留所
  - 35　東灘区役所前経由、魚崎車庫前・魚崎浜町行
  - 39　JR住吉駅前・阪急御影経由、甲南医療センター前・鴨子ヶ原・神大附属前方面行

### 神戸フェリーバス
- 阪神御影停留所[注 1]
  - 六甲アイランドフェリーターミナル（フェリーさんふらわあ・阪九フェリー）行

### みなと観光バス
- 阪神御影駅西停留所[注 2]
  - 131　阪急御影駅南行
- 阪神御影駅南停留所[注 3]
  - 131　六甲アイランド方面　アジアワンセンター行

### 阪神バス
- 阪神御影駅北停留所[注 4]
  - 西宮神戸線（西行） 神戸税関前行（三宮駅前経由）／（東行）阪神西宮行（JR芦屋駅前経由）

## 隣の駅
阪神電気鉄道
本線
■直通特急・■特急
魚崎駅 (HS 23) - 御影駅 (HS 25) - 神戸三宮駅 (HS 32)
■区間特急
魚崎駅 (HS 23) ← 御影駅 (HS 25)
■快速急行
通過
■急行
魚崎駅 (HS 23) → 御影駅 (HS 25)
■普通
住吉駅 (HS 24) - 御影駅 (HS 25) - 石屋川駅 (HS 26)